# Balara poecilithorax
Balara poecilithorax är en tvåvingeart som först beskrevs av Malloch 1925.  Balara poecilithorax ingår i släktet Balara och familjen daggflugor. Inga underarter finns listade i Catalogue of Life.